# Червонопартизанск
Червонопартиза́нск (укр. Червонопартизанськ) / Вознесеновка (укр. Вознесенівка) — город в Луганской области Украины, подчинён городскому совету города Свердловска (укр. Должанск). С 2014 года под контролем управляемой из России марионеточной Луганской Народной Республике. В настоящее время находится под временной российской оккупацией.
Железнодорожная станция Красная Могила на линии Дебальцево — Зверево. В городе есть краеведческий музей.

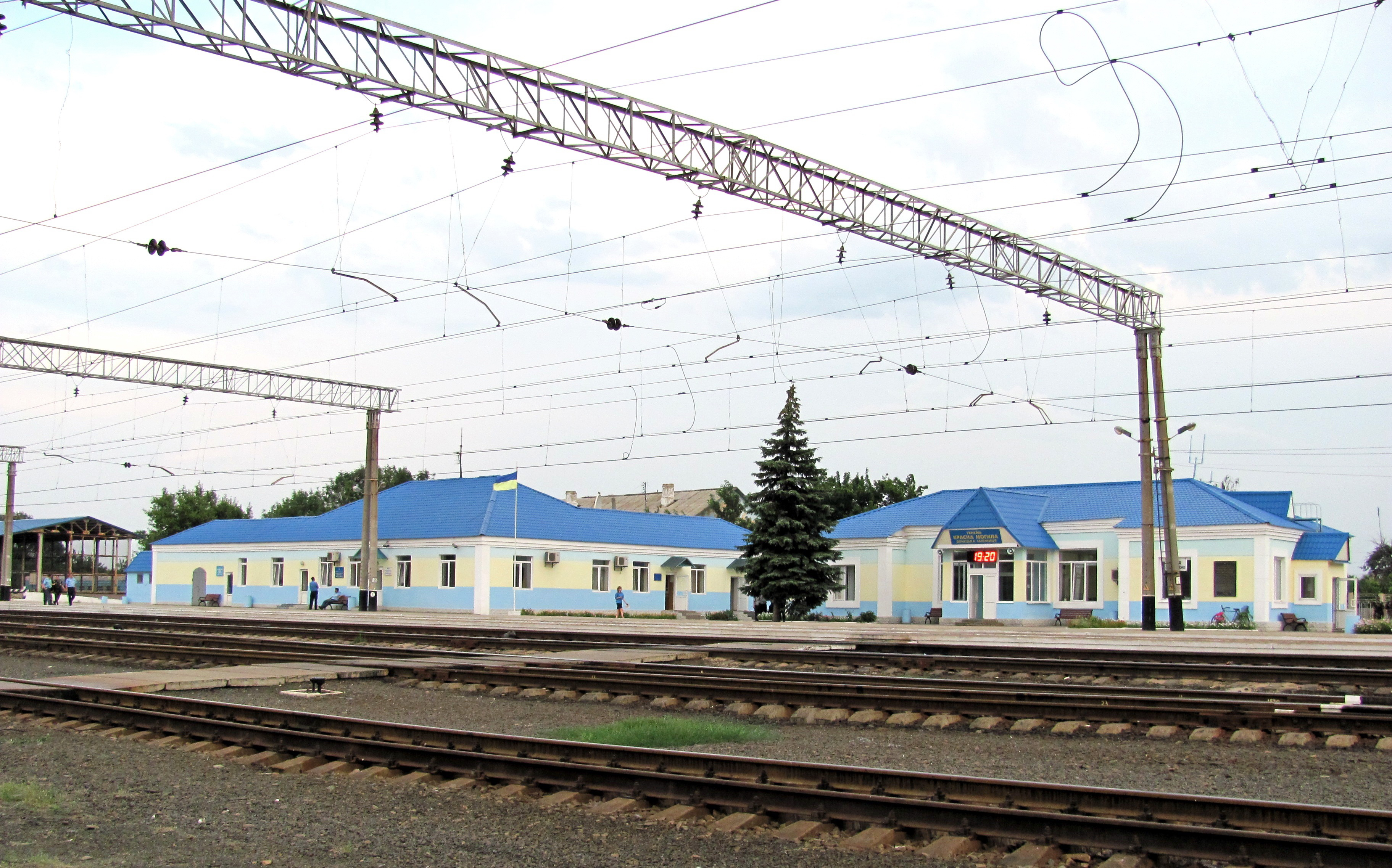
Железнодорожная станция «Красная Могила»

Является самым восточным городом Украины.

## География
Червонопартизанск расположен в водоразделе бассейнов реки Большая Каменка на севере и речек Кундрючьей и Бургусты на юге.
С восточной стороны города проходит граница Украины с Россией, к которой он непосредственно примыкает. Соседние населённые пункты: сёла Панченково на юге, Александровка, Ананьевка и город Свердловск на западе, сёла Зимовники, Маяк, Калинник и Провалье на севере.

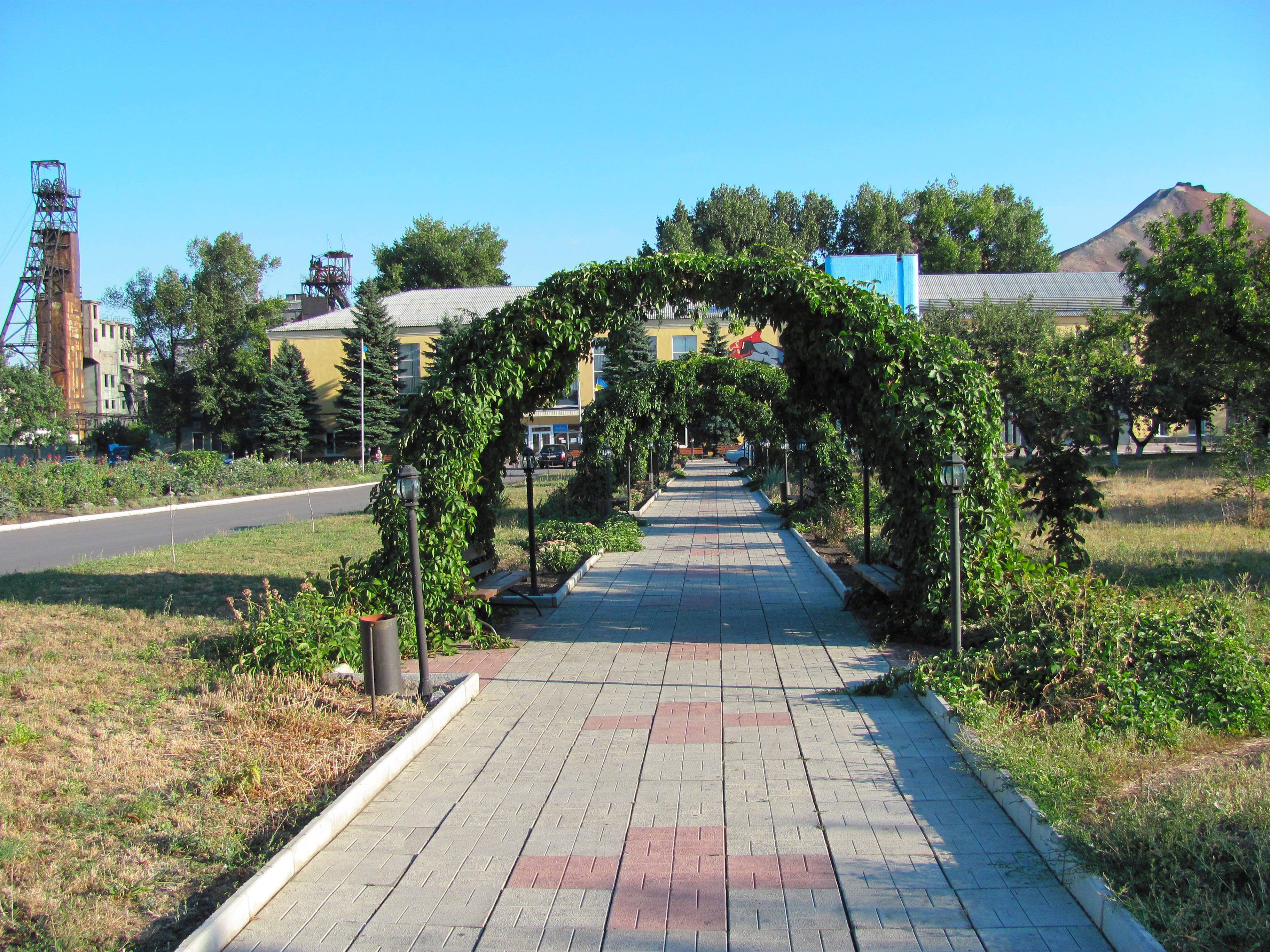
Шахта «Красный Партизан»

## История

### Первые поселения
Эта местность получила название Провальской степи за глубокую живописную долину. Её крутые склоны поросли дубняком, клёном, дикой грушей, а над речками — буйным лозняком. На территории города имеется группа курганов, в одном из которых найдено погребение поздней бронзы (конец II тысячелетия до н. э.).
Интенсивное заселение территории началось после того, как в 1876—1879 годах здесь была проложена железнодорожная линия Дебальцево — Зверево и построена станция Провалье. Вблизи станции в 1906 году основаны небольшие хутора Вознесеновка, Новониколаевка и Васильевка. 

### Гражданская война
В январе 1918 года на станции и хуторах установлена Советская власть. Возле станции Провалье в декабре 1919 года произошло ожесточённое сражение 8-го Богучарского полка 33-й кавалерийской дивизии, прибывшего из Советской России, с Вооружёнными силами Юга России (ВСЮР) генерала Мамонтова. В этом бою погибло 475 красноармейцев. 7 ноября 1922 года, в пятую годовщину Октябрьской революции, здесь был открыт памятник погибшим большевикам. Тогда же Провалье переименовали в станцию Красная Могила.

### Советский период
В 1930-х годах геологи открыли в Провальской степи большие залежи антрацита. Однако нападение Германии на Советский Союз помешало их промышленному освоению. 14 февраля 1943 года советские войска освободили город. Спустя два года после Победы над Германией в Провальской степи было заложено крупное угольное предприятие — шахта «Красный партизан», в 1948 году построена первая шахта (позднее шахта № 63) с суточной добычей 1650 тонн. На протяжении 1949—1955 годов сооружены шахты «Провалье» № 1 и «Провалье» № 2, вместе дававшие 2,2 тысячи тонн антрацита в сутки.
Одновременно со строительством угольных предприятий быстрыми темпами велось сооружение поселка. В течение 1955—1956 годов были построены 120 сборных домов и 5 общежитий, клуб, детские ясли.
В сентябре 1956 года небольшие населенные пункты Вознесеновка, Новониколаевка, Васильевка, железнодорожная станция Красная Могила и новый жилой массив шахты «Красный партизан» были объединены в посёлок городского типа Червонопартизанск (рус. Краснопартизанск), названный так в честь героев-богучарцев. Тогда в городе проживало 15 тысяч человек. В ноябре 1960 года Червонопартизанск был отнесен к категории городов районного подчинения. С 1956 по 1960 год здесь построено 570 домов общей площадью 57 тысяч м², несколько общежитий, школы, медицинские и детские учреждения. Большой размах жилищного и культурно-бытового строительства был связан с сооружением вблизи Червонопартизанска новых угольных предприятий.

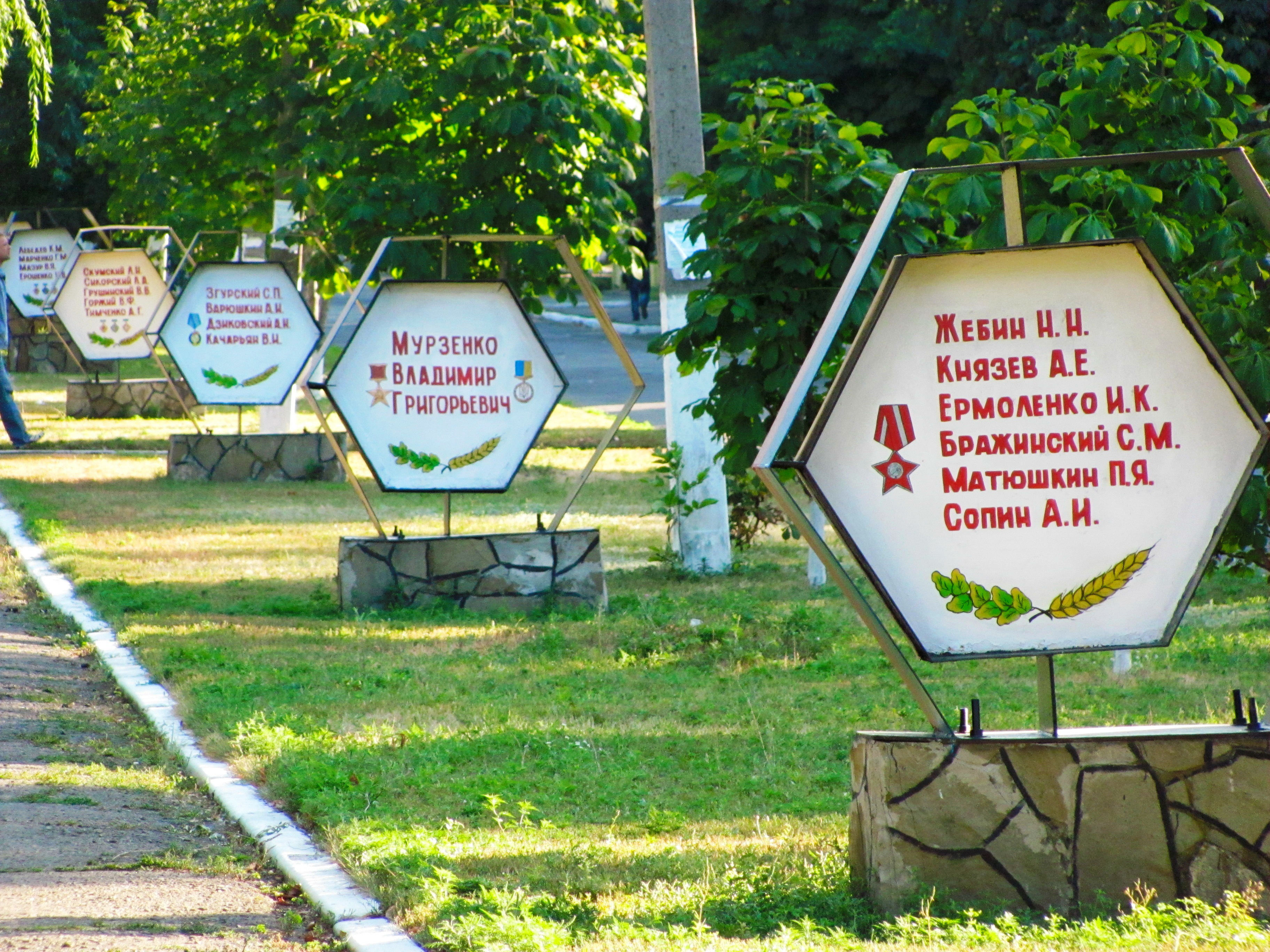
Аллея славы в городе Червонопартизанске

В ноябре-декабре 1956 года на станцию Красная Могила с комсомольскими путевками прибыло свыше полутора тысяч юношей и девушек. Многие строители были поселены в селах и на хуторах, в 400 оборудованных под жилища вагонах в тупиках станции. Молодые строители приезжали в Червонопартизанск в декабре 1956 года из Одесской и Черновицкой областей, из Молдавии. Только в ноябре 1956 года на станцию прибыли 1084 вагона с деталями сборных домов, большим количеством леса, горнопроходческого оборудования. В условиях бездорожья были начаты работы по строительству шахт «Одесская-Комсомольская» № 1, «Одесская-Комсомольская» № 2, «Молдавская-Комсомольская», «Черновицкая-Комсомольская», «Ворошиловградская-Комсомольская» и новых горняцких посёлков. Уже за первые два месяца были сданы в эксплуатацию жилые дома общей площадью 15 тысяч м². Пройдены десятки метров шахтных стволов. На стройке в числе лучших с гордостью называли имена руководителей проходческих бригад Василия Кошевого и Владимира Жайворонко («Одесская-Комсомольская» № 1), Николая Хорунжего («Одесская-Комсомольская» № 2), Григория Гарбуза («Молдавская-Комсомольская»), Ивана Закаблука и Анатолия Христенко («Черновицкая-Комсомольская»). Мартовское задание 1957 года по прохождению главного и вспомогательного стволов было выполнено на неделю раньше установленного срока. Бригада Владимира Жайворонко вместо запланированных 40 метров прошла за месяц 60 метров вспомогательного ствола. В числе тех, кто значительно перевыполнял нормы выработки, было немало комсомольцев, впервые увидевших шахту. Настоящими мастерами нового для них проходческого дела стали, например, Юрий Зиньковский, Анатолий Бондаренко. Много трудностей пришлось преодолеть строителям шахты «Одесская-Комсомольская» № 2. Когда ствол был углублен уже на десятки метров, проходчики бригады Николая Хорунжего столкнулись с мощным плывуном — настоящей подземной трясиной. Накануне 40-й годовщины Октябрьской революции в строй действующих одна за другой вступили шахты «Одесская-Комсомольская» № 2, «Одесская-Комсомольская» № 1, «Молдавская-Комсомольская» и «Ворошиловградская-Комсомольская». Шахта «Черновицкая-Комсомольская», строительство которой началось 18 марта 1957 года, сдана в эксплуатацию в конце декабря того же года. Она была сооружена за девять месяцев и семь дней.
Орденом Ленина награждены бригадир проходчиков шахты «Одесская-Комсомольская» № 1 Т. А. Корякин, звеньевой проходчиков шахты «Черновицкая-Комсомольская» Е. К. Хоменко; орденом Трудового Красного Знамени — звеньевой проходчиков шахты «Одесская-Комсомольская» № 1 Д. П. Аникеев, проходчик шахты «Молдавская-Комсомольская» В. С. Врабий, бригадир проходчиков шахты «Одесская-Комсомольская» № 2 Н. Д. Хорунжий и другие.

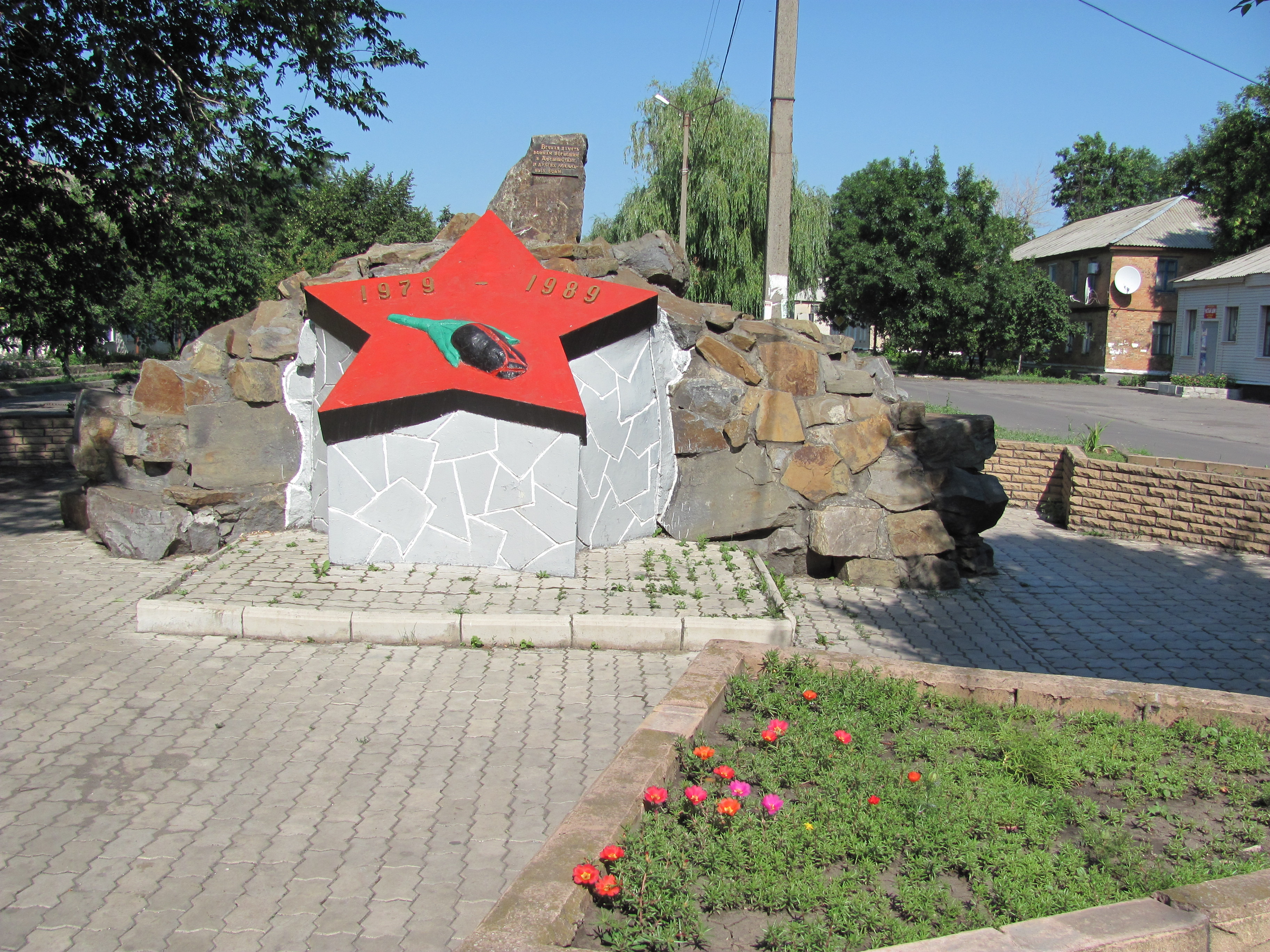
Памятник воинам-афганцам в Червонопартизанске

В процессе строительства комсомольских шахт многие сотни юношей успешно овладели профессиями проходчиков, электрослесарей, монтажников горного оборудования, машинистов породопогрузочных агрегатов и угледобывающих комбайнов. Одни из них изъявили желание трудиться на шахтах, другие поехали с комсомольскими путевками на ударные новостройки того времени — Змиевскую ГРЭС, Черниговскую ТЭЦ и Шебелинское газовое месторождение. Большое пополнение с комсомольских угольных предприятий влилось в состав коллектива строителей шахты «Красный партизан». Это позволило значительно ускорить работы завершающего предпускового периода. За пять с половиной месяцев 1958 года здесь было выполнено больше строительно-монтажных работ, чем производилось до того в течение целого года. Шахту «Красный партизан» строители сдали в эксплуатацию 25 июня 1958 года. С первых дней она давала по 560—600 тонн угля в сутки. Из месяца в месяц возрастала её производительность, приближаясь к проектной мощности — 2,5 тысячи тонн среднесуточной угледобычи. Этот рубеж был перекрыт уже летом 1960 года. Таким образом, на освоение проектной мощности крупного по тем временам угольного предприятия горнякам потребовалось менее двух лет вместо семи лет по плану.

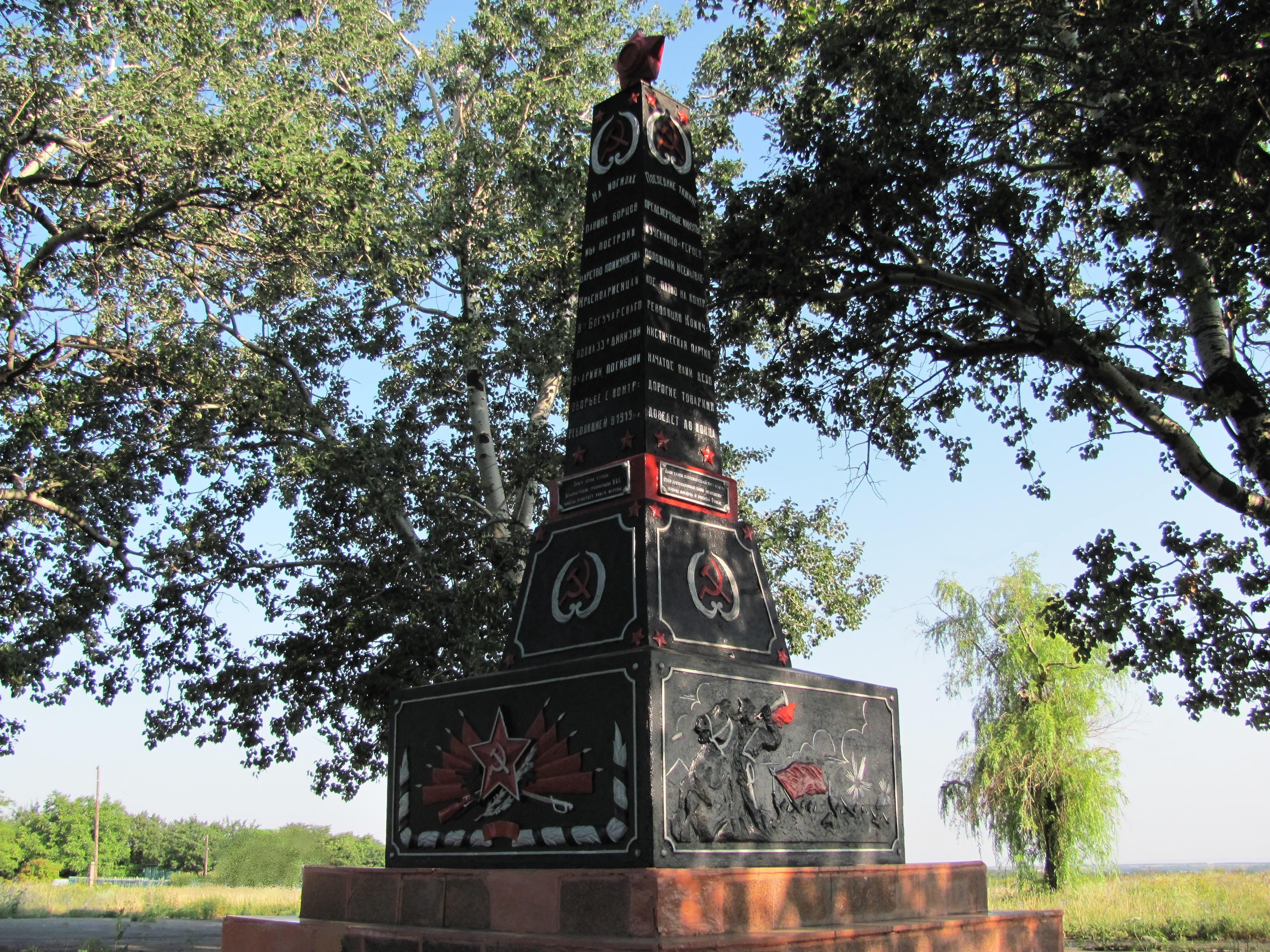
Обелиск «Красная Могила»

Дальнейшее развитие угольной промышленности Червонопартизанска шло по пути интенсификации производственных процессов на основе внедрения более совершенной добывающей и проходческой техники. В забоях шахт новые угледобывающие комбайны полностью вытеснили врубовые машины и обеспечили механизацию навалки угля. В подготовительные забои пришли мощные породопогрузочные машины. На доставке угля вместо скребковых транспортеров устаревшей конструкции применялись более производительные и надежные в эксплуатации ленточные конвейеры. По откаточным магистралям были пущены мощные электровозы с вагонами увеличенной ёмкости. Благодаря этому среднесуточная угледобыча шахт Червонопартизанска к концу 1966 года достигла 14 тысяч тонн, превысив уровень 1960 года в полтора с лишним раза. В 1967 году шахты «Красный партизан», № 63 и № 68, «Провальские» № 1 и № 2, все комсомольские шахты и шахта № 1—2 им. Свердлова были выделены из состава треста «Свердловуголь» в самостоятельный трест «Краснопартизанскуголь». В сентябре 1970 года Министерство угольной промышленности СССР в целях концентрации угольного производства создало на базе этих двух трестов комбинат «Свердловантрацит», который в августе 1975 года был реорганизован в производственное объединение «Свердловантрацит». Производилось слияние мелких шахт в более крупные производственные единицы. На базе двух провальских шахт, выработки которых соединились, создана шахта «Богучарская», две одесские комсомольские шахты составили шахту «Одесская», а шахта № 63 в качестве эксплуатационного участка вошла в состав шахты «Красный партизан». Остальные мелкие шахты соединились с ближайшими более крупными. Флагманом угольной промышленности Червонопартизанска стала шахта «Красный партизан». В 1975 году горняки шахты довели среднесуточную добычу до 5652 тонн и выдали на-гора 77,4 тысячи тонн сверхпланового топлива. В Червонопартизанске при шахтах действуют обогатительные фабрики, из которых самая мощная — при шахте «Красный партизан». Крупным предприятием является также Краснопартизанское шахтостроительное управление треста «Свердловскшахтострой». В 1975 году его коллектив выполнил строительно-монтажных работ на 1147 тысяч рублей. Большой объём работ выполняют труженики ремонтно-строительного участка производственного объединения «Свердловантрацит», осуществляющего капитальный ремонт жилищного фонда, школ, больниц и других объектов. Бытовые услуги населению оказывают 17 мастерских комбината коммунальных предприятий. За девятое пятилетие промышленные предприятия города реализовали продукции на 324,5 млн руб. Коллективы шахт «Красный партизан», «Одесская» и «Богучарская» добыли 17,9 млн тонн угля, из которых 205 тысяч тонн — сверх государственного плана. Эти высокие показатели достигнуты, в первую очередь, за счет повышения производительности труда.

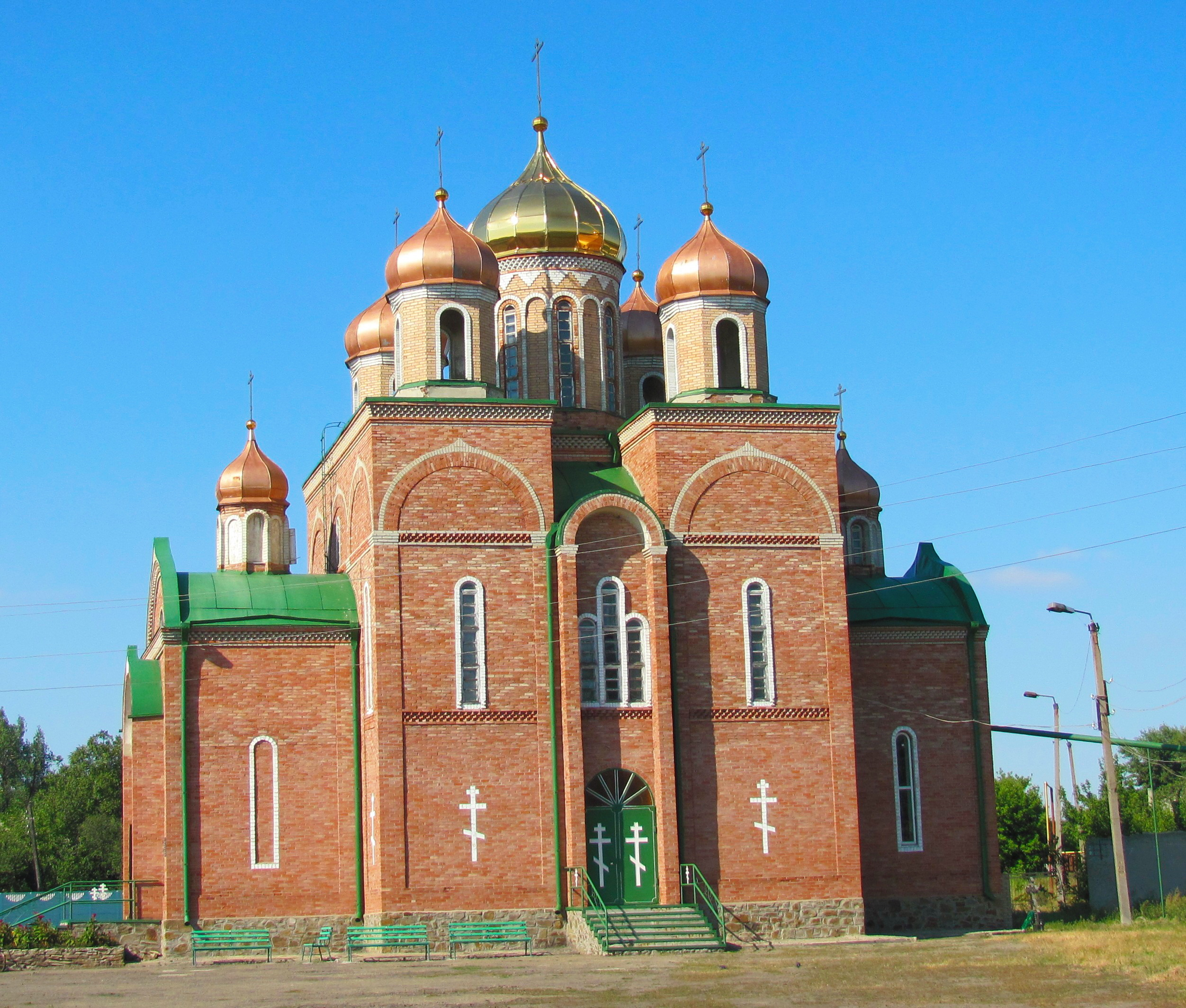
Храм в честь архистратига Михаила
Луганской епархии Украинской православной церкви Московского патриархата
(г. Червонопартизанск)

В 1967 году, включившись во всенародное социалистическое соревнование в честь «50-летия Великого Октября», они выступили инициаторами внедрения механизированного выемочного комплекса «КМ-87». Осваивать новый агрегат было поручено коллективу бригады кавалера ордена Ленина Н. А. Проскуры. Бригада оправдала доверие партийной организации и администрации предприятия. Уже в начале 1968 года она довела среднесуточную угледобычу из лавы до 1000 тонн, превысив на 250 тонн первоначальную расчетную мощность комплекса. Но это была лишь первая проба использования возможностей новой техники. В марте того же года горняки выдали на-гора 75 тысяч тонн угля, а вскоре преодолели 90-тысячный рубеж месячной угледобычи одним агрегатом. В марте 1971 года, неся ударную вахту в честь XXIV съезда КПСС, бригада Н. А. Проскуры добыла 110 тысяч тонн угля. Это было рекордным достижением, равного которому не знала угольная промышленность всего Донбасса. В конце 1971 года по рекомендации партийной организации вожаком бригады вместо Н. А. Проскуры, перешедшего на шахту «Одесская», был назначен бывший начальник первого участка, молодой горный специалист В. Г. Мурзенко. Под его руководством бригада на протяжении нескольких месяцев ежедневно добывала в среднем по 2322 тонны угля из одной лавы. Иначе говоря, горняки сделали повседневной нормой выработку, ещё недавно считавшуюся рекордной.
Накопив опыт, усовершенствовав организацию технологических процессов, горняки в честь 50-летия образования СССР взяли обязательство довести среднесуточную производительность комплекса «КМ-87Д» до 5,2 тысячи тонн топлива. Ударная трудовая вахта началась в последних числах октября 1972 года и закончилась 30 ноября. Её итоги превзошли самые смелые расчеты и ожидания. За 31 рабочий день бригада В. Г. Мурзенко выдала на-гора свыше 173 тысяч тонн угля, доведя среднесуточную производительность комплекса до 5586 тонн. В августе 1973 года горняки перекрыли и этот рекорд, а ещё через два месяца было зафиксировано новое выдающееся достижение передового коллектива: 31 октября стало известно, что за десять месяцев он выдал на-гора 1 млн тонн угля. В декабре того же года В. Г. Мурзенко стал Героем Социалистического Труда; многие члены бригады награждены орденами и медалями.
В 1977 году крупнейшим предприятием была обогатительная фабрика, основой экономики являлась добыча угля.

### Война в Донбассе
11 мая 2014 года в городе проходил «референдум» о независимости Луганской Народной Республики.
10 июля 2014 года, во время боёв в Червонопартизанске, автобус с шахтёрами попал под обстрел, 4 человека погибло и 16 получили ранения. 
12 мая 2016 года Верховная Рада Украины присвоила городу название Вознесеновка в рамках кампании по декоммунизации. Решение не признано властями самопровозглашённой ЛНР.

## Население

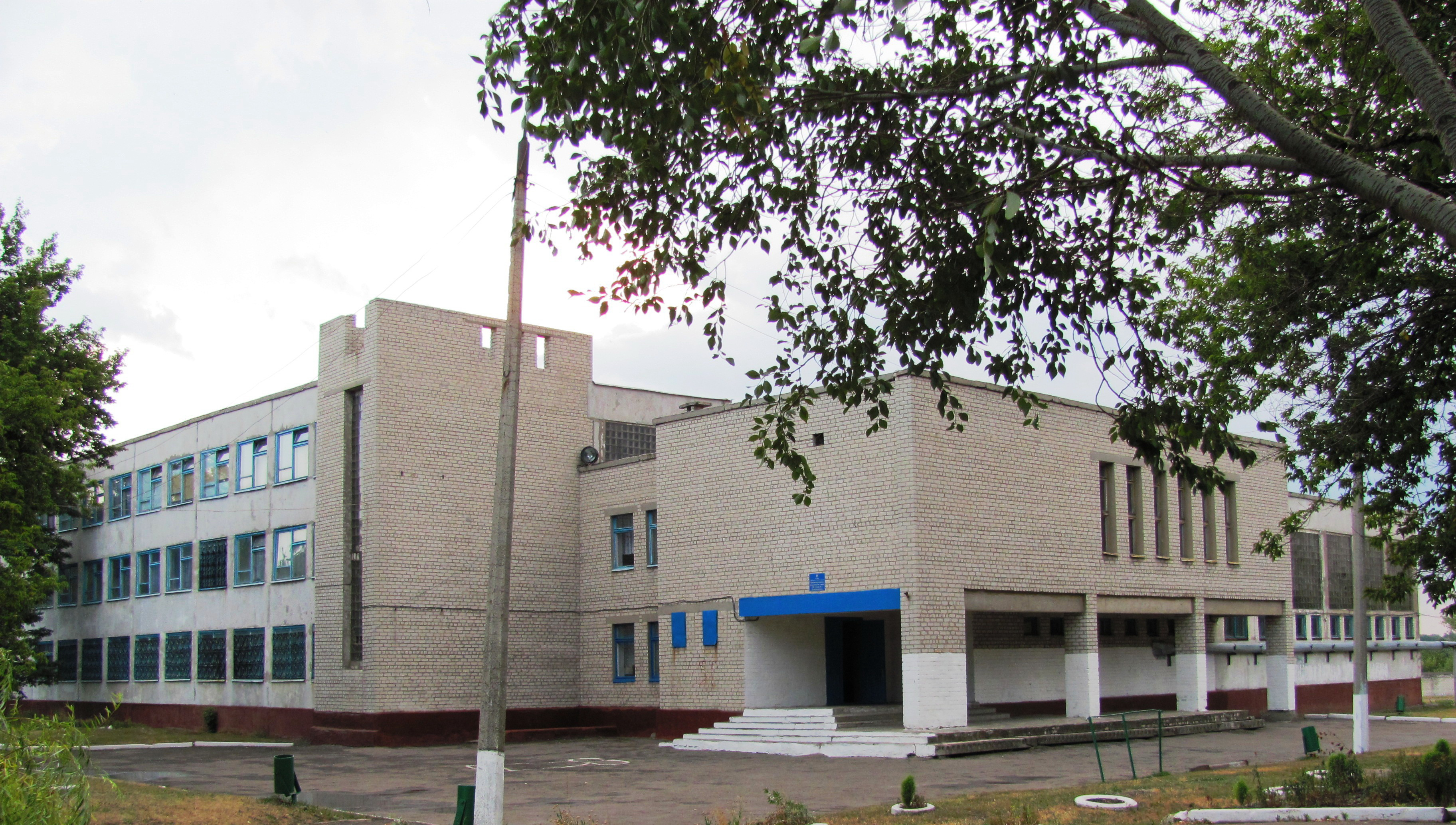
Червонопартизанская общеобразовательная школа І—ІІІ степени № 2 Свердловского городского Совета Луганской области (до 2007 года — Средняя школа № 13)

| Год                 | Население           |
| ------------------- | ------------------- |
| 1959 год            | 20 673 человека     |
| 1974 год            | 25 тысяч человек    |
| 1989 год (перепись) | 20 050 человек      |
| 1991 год            | 20,1 тысячи человек |
| 2001 год            | 17 680 человек      |
| 2005 год            | 16 900 человек      |
| 2013 год            | 15 659 человек      |

### Языковой состав
Во время переписи 2001 года 22,63 % населения города указали украинский язык родным, 76,67 % — русский, 0,70 % — другие языки.

## Экономика
- Добыча каменного угля[3] (ГОАО ГОФ «Краснопартизанская» ГП «Свердловантрацит»). Обогатительная фабрика.

## Транспорт
Железнодорожная станция Красная Могила.

## Образование
В городе имеются ЧООШ (Червонопартизанская общеобразовательная школа) № 1, ЧООШ № 2, ЧООШ № 3, гимназия, ПТУ № 15.